# Tadese Tola
Tadese Tola (Adis Abeba, 31 de outubro de 1987) é um atleta etíope, vencedor da Meia-Maratona de Nova York de 2008 e 2009 e da Maratona de Paris de 2010. Foi medalha de bronze na maratona do Campeonato Mundial de Atletismo de 2013, realizado em Moscou, na Rússia.